# Homeoza
Homeoza – przekształcenie się jednego narządu w inny na skutek mutacji lub nieprawidłowej ekspresji krytycznych genów specyficznych dla rozwoju. Mogą ją wywołać mutacje w genach Hox, spotykane u zwierząt, bądź inne, jak w rodzinie genów MADS-box u roślin. Homeoza pomogła owadom osiągnąć ich obecne zróżnicowanie.

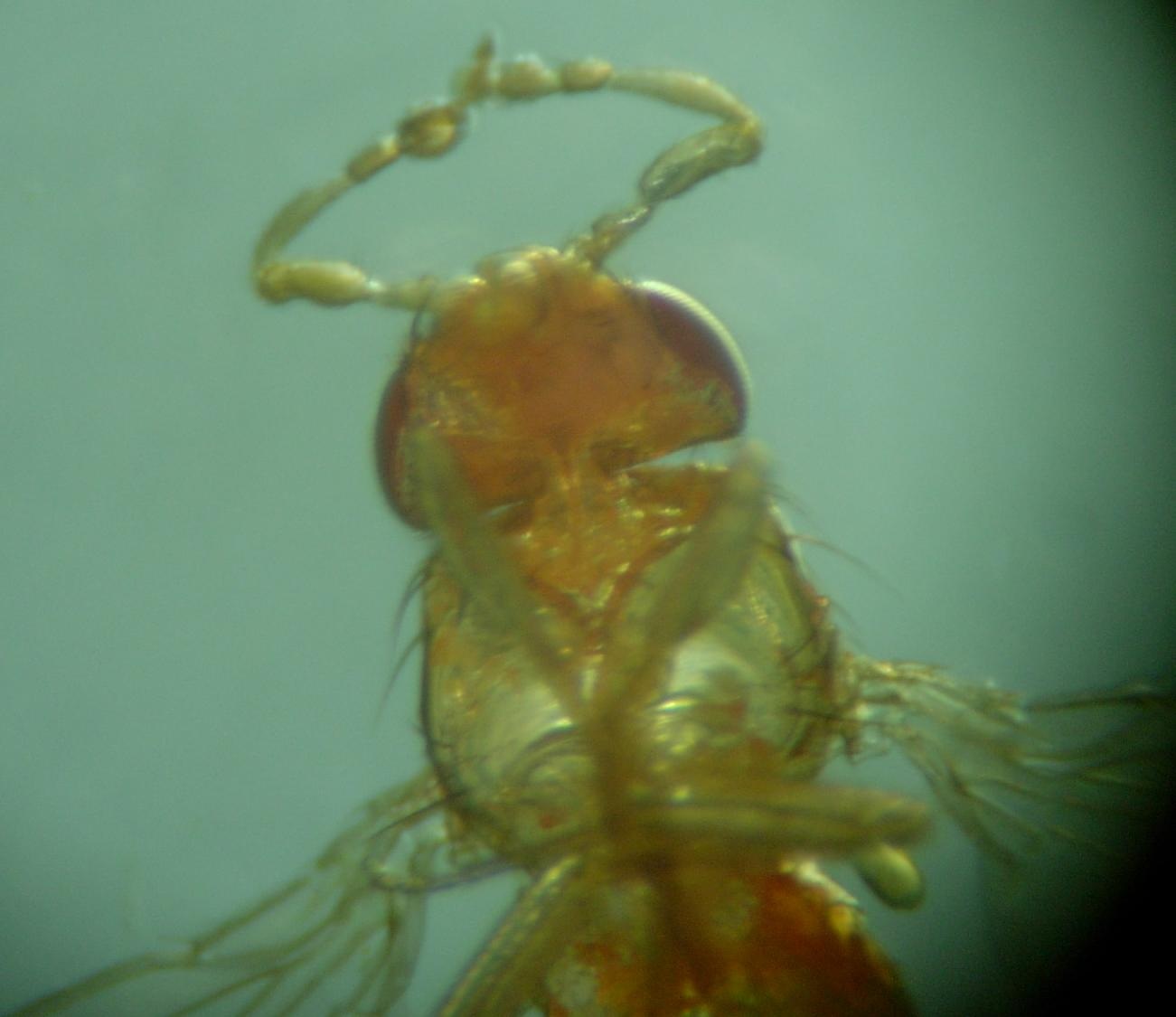
Przykład mutacji w kompleksie Antennapedia complex muszki owocowej

Mutacje homeotyczne działają poprzez zmianę segmentu podczas rozwoju. Przykładowo genotyp Ultrabithorax objawia się fenotypowo u larw muchówek poprzez przekształcenie sklerytów zatułowia (metathorax) i sklerytów pierwszego segmentu odwłoka w skleryty śródtułowia (mesothorax). Inny dobrze znany przykład stanowi antennapedia: allel nabycia funkcji pozwala odnóżom rozwinąć się w miejscu czułków.
W botanice Rolf Sattler zrewidował koncepcję homeozy poprzez nacisk na homeozę częściową oprócz całkowitej, co zostało szeroko zaakceptowane.
Homeotyczne mutanty okrytonasiennych uważa się za rzadkość w naturze. W przypadku klarkii z rodziny wiesiołkowatych u mutantów homeotycznych płatki zastąpione są drugim okółkiem organów przypominających działki kielicha, co jest wynikiem mutacji w jednym genie recesywnym. Nieobecność letalnych bądź szkodliwych konsekwencji w mutantach roślinnych, skutkująca odrębną morfologiczną ekspresją, odegrała rolę w ewolucji klarkii, a być może również w przypadku wielu innych grup roślin.